# Blame It on the Girls
"Blame It on the Girls" é o terceiro e último single do cantor e compositor Mika do segundo álbum de estúdio The Boy Who Knew Too Much. O single foi lançado em 15 de fevereiro de 2010. A canção foi produzida e mixado por Greg Wells e já foi tocada nos créditos do filme Monte Carlo.

## Tema
Mika declarou que a música tem um som inspirado na banda No Doubt e é sobre um garoto que é rico, bonito e que tem tudo mas finge ser miserável. Uma curiosidade sobre esta música é que ela é uma música concreta pois o seu ritmo é criado por Mika batendo na sua mesa, batendo palmas e batendo os pés.

## Performances
O single foi extremamente promovido por Mika:
- Good Morning America em 25 de setembro de 2009[1]
- Late Show com David Letterman em 14 de outubro.
- The Ellen DeGeneres Show em 22 de Outubro.[2]
- So You Think You Can Dance em 30 de Janeiro.
- Alan Carr: Chatty Man no dia 11 de Janeiro.
- The Album Chart Show do canal Channel 4 no dia 12 de Janeiro.
- Permormou "Blame It on the Girls" juntamente com "Rain" 3 vezes no Popstar to Operastar
- Cantou a música ao vivo na GMTV também em 18 de Fevereiro.

## Clipe
O videoclipe de "Blame It on the Girls" foi dirigido por Nez Khammal. Uma versão inacabada do vídeo estreou em 3 de outubro de 2009 no canal Channel 4. O vídeo começa em preto e branco com Mika sentado em uma cadeira, usando um chapéu e segurando uma bengala, enquanto fala um prólogo para a música. A música começa e o vídeo fica colorido, mostrando três telas atrás de Mika, cada um mostrando a ele nas cores rosa e azul. As telas laterais são tiradas e atrás dela aparecem dançarinas vestidas "metade homem e metade mulher". Depois o vídeo mostra Mika em um sofá envolto por vários manequins prateados. O vídeo encontra-se num estúdio de cinema vestido em tons pastel com Mika tocando um piano rosa pastel. O vídeo termina com ele pulando no ar e a imagem congelada.

## Lista de faixas
- Digital download[3]

1. "Blame It On The Girls" - 3:33
2. "Blame It On The Girls" (Wolfgang Gartner Remix) - 6:16
3. "Blame It On The Girls" (Not On The Starsmith Remix) - 6:14
4. "Blame It On The Girls" (Music Video)

- CD single

1. "Blame It On The Girls" (Wolfgang Gartner Remix) - 6:16
2. "Blame It On The Girls" (Paul Woodford Remix) - 3:56
3. "Blame It On The Girls" (Alalal Remix) - 5:18
4. "Blame It On The Girls" (Anoraak Remix) - 5:12
5. "Blame It On The Girls" (Not On The Starsmith Remix) - 6:14

## Posições nas paradas musicas
| Paradas                              | Melhor Posição |
| ------------------------------------ | -------------- |
| Bélgica (Ultratop 50 de Flandres)    | 28             |
| Bélgica (Ultratop 50 da Valônia)     | 24             |
| Dinamarca (Hitlisten)                | 36             |
| Japão (Japan Hot 100)                | 1              |
| Spain Airplay Chart (PROMUSICAE)     | 16             |
| UK Singles (Official Charts Company) | 72             |